# Мунасарі (Баренцеве море)
Мунаса́рі (рос. Мунасари) — невеликий скелястий острів біля південних берегів затоки Варангер-Фьорд Баренцевого моря. Адміністративно відноситься до Печензького району Мурманської області. Назва походить від фінського Мунасаарі, тобто острів-яйце.
Розташований майже на пів-дорозі між мисами Майнаволок на заході та Білий Наволок на сході. Острів лежить за 10-15 м від материка і являє собою величезну скелю, яка відокремилась від берега. В східній частині протоки острів з'єднаний з материком хаосом каміння. Сам острів складений із магматичних порід — граніту та гнейсів.
| Росія | Це незавершена стаття з географії Росії. Ви можете допомогти проєкту, виправивши або дописавши її. |